# 黑喉蓝头鹊
黑喉蓝头鹊（学名：Cyanolyca pumilo），是鸦科蓝头鹊属的一种，分布于萨尔瓦多、尼加拉瓜、危地马拉、墨西哥和洪都拉斯。全球活动范围约为103,000平方千米。该物种的保护状况被评为无危。
黑喉蓝头鹊的平均体重约为47.0克。栖息地为亚热带或热带的湿润山地林。